# Nidžámábádu
Nidžámábádu (telugsky నిజామాబాదు, hindsky निज़ामाबाद, anglicky Nizamabad) je město v Telangáně, jednom z indických svazových států.  K roku 2011 mělo přes 311 tisíc obyvatel. 

## Poloha
Nidžámábádu leží na Dekánské plošině v nadmořské výšce 393 metrů. Od Hajdarábádu, hlavního města Telangány, je vzdáleno přibližně 150 kilometrů severně.

## Etymologie
Jméno je odvozeno od titulu hajdarábádských vládců, kterým se říkalo z arabštiny nizámové, respektive telugsky nidžámové. Koncovka ábád znamená zhruba nechť dlouho žije.

## Dějiny
Nidžámábádu bylo oficiálně založeno v roce 1905. Předtím se zdejší osídlení nazývalo Indur.